# Helena Javornik
Helena Javornik, slovenska atletinja, * 26. marec 1966, Celje.
Javornikova je za Slovenijo nastopila na treh olimpijadah, na Poletnih olimpijskih igrah 1996 v Atlanti, na Poletnih olimpijskih igrah 2000 v Sydneyju ter na Poletnih olimpijskih igrah 2004 v Atenah. Zaradi suma zlorabe nedovoljenih sredstev ni smela nastopiti na Poletnih olimpijskih igrah 2008 v Pekingu.

## Dosežki
| Leto | Tekmovanje                              | Prizorišče           | Rezultat  | Disciplina              |
| ---- | --------------------------------------- | -------------------- | --------- | ----------------------- |
| 1993 | Sredozemske igre                        | Narbonne, Francija   | 1. mesto  | Maraton                 |
| 1995 | Dunajski maraton                        | Dunaj, Avstrija      | 1. mesto  | Maraton                 |
| 1999 | Svetovno dvoransko prvenstvo v atletiki | Maebashi, Japonska   | 9. mesto  | 3000 m                  |
| 1999 | Vojaško svetovno prvenstvo v atletiki   | Zagreb, Hrvaška      | 1. mesto  | 1500 m                  |
| 1999 | Vojaško svetovno prvenstvo v atletiki   | Zagreb, Hrvaška      | 3. mesto  | 5000 m                  |
| 2001 | Svetovno dvoransko prvenstvo v atletiki | Lizbona, Portugalska | 8. mesto  | 1500 m                  |
| 2001 | Sredozemske igre                        | Radès, Tunizija      | 6. mesto  | 1500 m                  |
| 2001 | Sredozemske igre                        | Radès, Tunizija      | 4. mesto  | 5000 m                  |
| 2002 | Evropsko dvoransko prvenstvo v atletiki | Dunaj, Avstrija      | 9. mesto  | 3000 m                  |
| 2002 | Evropsko prvenstvo v atletiki           | München, Nemčija     | 14. mesto | 5000 m                  |
| 2004 | Olimpijske igre                         | Atene, Grčija        | 10. mesto | 10.000 m, 31:06.63 (DR) |

### Osebni rekordi
- 1500 m - 4:06.77 min (2000)
- 3000 m - 8:50.71 min (2000)
- 5000 m - 15:15.40 min (1999)
- 10.000 m - 31:06.63 min (2004) - državni rekord
- Mali maraton - 1:09:22 ur (2004)
- Maraton - 2:27:33 ur (2004)